# Sparta (Kentucky)
Sparta è un comune degli Stati Uniti d'America, situato nello Stato del Kentucky, diviso tra la contea di Gallatin e la contea di Owen.